# Медісон-сквер-гарден
«Медісон-сквер-гарден» (англ. Madison Square Garden), також відомий під назвами «Ем-Ес-Джі» (англ. MSG) і «Гарден» (англ. The Garden), — спортивний комплекс у Нью-Йорку (США), місце проведення міжнародних змагань з кількох видів спорту і домашня арена для команд НХЛ та НБА.
Комплекс був збудований наприкінці XIX століття у північно-східній частині Медісон-скверу (на перетині Медісон-авеню і 26-ї стріт), назву отримав від назви парку. За свою історію «Медісон-сквер-гарден» перебудовано тричі (у 1890, 1925 і 1968 роках), і зараз він розташований на 7-й авеню і між 31-ю і 33-ю вулицями.
Арена є домашнім полем команд «Нью-Йорк Рейнджерс» (НХЛ) та «Нью-Йорк Нікс» (НБА)
На арені виступали такі відомі виконавці: Мадонна, The Rolling Stones, U2, Led Zeppelin, Елвіс Преслі, Френк Сінатра, Біллі Джоел, Елтон Джон, Брюс Спрінгстін, Боб Марлі.